# 不動院 (豊中市)
不動院（ふどういん）は、大阪府豊中市にある高野山真言宗の寺院。

## 歴史
大正時代末期、初代住職貞照尼が修行を重ね、教会を設立。その後、時の高野山真言宗管長・金山穆韶猊下の推挙により新寺建立。創建当時は豊中市北条の地にあったが、第二次世界大戦中、近隣住民の避難場所として大阪府に接収を余儀なくされ、代替地として現在地に移転。
阪神・淡路大震災で被害を受けるが、篤信の檀信徒の熱意ある協力により再建。平成11年5月落慶法要厳修。

## 主な仏像
一本の「一位の木」に不動明王、大黒天、十一面観音が彫られ、三方から拝することができる仏像。また、仏師松久朋琳作の極彩色の大日如来も祀る

## 行事
「お不動さん」「お大師さん」と親しまれ、毎月十八日の所願成就の護摩の日には多数の参詣者で賑わう。また年中行事として新年の午前零時より護摩を焚き檀信徒の一年の家内安全・無病息災を祈願する。参道に並べられた百八本のロウソクの灯の中、家族連れが初詣に訪れる。
二月三日の節分の豆まき、六月十五日の宗祖弘法大師の誕生会、八月二十四日の地蔵盆。春秋の彼岸・盆の施餓鬼供養も賑わう。

### 縁日
- 1日 大黒天
- 8日 薬師如来
- 18日 観世音菩薩
- 24日 地蔵菩薩
- 28日 不動明王

### 年中行事
- 1月1日 新年初護摩祈祷
- 元日初勤行
- 1月18日 新年初祈祷
- 2月 3日 節分会
- 3月24日 春季施餓鬼法要
- 6月15日 青葉まつり（弘法大師誕生会）
- 7月初旬 大掃除
- 8月24日 盂蘭盆施餓鬼法要
- 9月24日 秋季施餓鬼法要
- 12月初旬 大掃除

## 交通
- 阪急宝塚本線服部天神駅より徒歩5分